# 로열펭귄
로열펭귄(Eudyptes schlegeli)은 남극 대륙 주변 바다에 서식하는 펭귄종이다. 학명은 독일의 동물학자인 헤르만 슈레겔의 이름에서 딴 것이다.

## 형태와 분포
마카로니펭귄과 비슷하게 생겼지만, 마카로니펭귄은 얼굴이 검은색인 반면 로열펭귄은 얼굴과 턱이 백색을 띈다. 몸길이는 약 70cm로, 체중은 약 6kg이다. 매쿼리섬에서만 번식하며 다른 펭귄과 마찬가지로 하루의 대부분을 해상에서 보낸다. 이름은 킹펭귄이나 황제펭귄과 비슷한 느낌이지만, 형태는 크게 다르다.

## 생태
먹이는 크릴이나 물고기를 주로 먹으며, 가끔 오징어도 잡아먹는다. 로열펭귄은 마카로니펭귄과 종간 잡종을 만들 수 있어서 로열펭귄이 마카로니펭귄의 변종이라는 설도 있다.
로열 펭귄은 대규모 번식군을 형성한다. 장소는 해변이나 식물이 있는 경사면, 해안으로부터 1마일 정도 떨어진 언덕 등으로, 모래를 판 얕은 구덩이 모양의 둥지를 만들고 거기에 자갈을 깔아 놓는다. 번식기는 9월에 시작하고, 10월부터 산란기가 시작된다. 알은 두 개를 놓지만, 첫 번째 알은 암컷이 둥지 밖으로 버리게 되어 통상적으로 두 번째 알만이 둥지에서 자라게 된다. 포란기간은 35일 정도로, 처음 며칠은 수시로 암수가 교체하여 품지만 이후에 암수가 각각 2주 미만씩 교대로 알을 품는다.
알에서 태어난 뒤 10~20일간은 암수 중 한 쪽(주로 수컷)이 새끼를 안아 돌보는데, 이 기간이 지나면 로열펭귄의 새끼 무리를 만들고 부모펭귄은 먹이를 사냥하러 나간다. 로열펭귄의 새끼는 태어난 뒤 약 2개월 뒤 즈음에 날개를 갖추며, 새끼 무리를 이탈하여 자립한다. 생후 3개월 정도의 새끼는 6년 후에 번식을 하러 돌아온다.

## 참고 문헌
- “Eudyptes schlegeli”. 《멸종 위기 종의 IUCN 적색 목록. 2006판》 (영어). 국제자연보전연맹(IUCN). 2005. 05 May 2006에 확인함.  Database entry includes a brief justification of why this species is vulnerable and the criteria used.
- del Hoyo,J., Elliot, A., Sargatal, J., eds (1992) Handbook of the Birds of the World, Volume One Ostritch to Ducks, ISBN 84-87334-10-5